# Sunday (film, 1997)
Pour les articles homonymes, voir Sunday.
Pour plus de détails, voir Fiche technique et Distribution.
Sunday est un film américain réalisé par Jonathan Nossiter, sorti en 1997.

## Synopsis
"chaque jour est comme un dimanche" David Suchet est Oliver un ancien cadre de chez IBM licencié pour compression de personnel. Il est hébergé dans un foyer tenu par l'église dans le quartier très populaire du Queens. Oliver est apostrophé par Madeleine, une figurante qui le confond avec un directeur de film Matt. La vie se poursuit au fil très lent du dimanche tous les jours. Scènes de vie de demi misère, avec au loin la vie, symbolisée par l'Empire State building ou encore les twins towers. La vie aussi avec la radio qui évoque une cadre d'IBM bien heureuse, elle d'avoir quitté son job pour voyager et faire de l'humanitaire.
"Où sont ils donc tous ces dimanches
Ou sont ils donc tous ces amis" 
La chanson de Frehel ouvre le film

## Fiche technique
- Titre : Sunday
- Réalisation : Jonathan Nossiter
- Scénario : Jonathan Nossiter et James Lasdun
- Photographie : Michael F. Barrow et John Foster
- Pays de production :  États-Unis
- Genre : Film dramatique
- Date de sortie : 1997

## Distribution
- David Suchet : Oliver / Matthew Delacorta
- Lisa Harrow (VF : Frédérique Cantrel) : Madeleine Vesey
- Arnold Barkus : Andy
- Jared Harris : Ray
- Bahman Soltani : Abram
- Willis Burks II : Selwyn
- Larry Pine : Ben Vesey
- Joe Grifasi : Scottie Elster

## Distinctions
- Grand Prix et Prix de la critique au Festival du cinéma américain de Deauville 1997
- Grand prix du jury du Festival de Sundance